# Discours (revue)
Pour les articles homonymes, voir Discours (homonymie).
Discours est une revue scientifique électronique internationale et interdisciplinaire qui publie deux fois par an des numéros qui sont soit thématiques soit des varias. 
La ligne éditoriale de la revue se concentre autour des thèmes suivants : structuration du discours, cohésion, coréférence, linéarisation, indexation, structure informationnelle, ordre des mots, marqueurs de segmentation, marqueurs d’intégration, relations de discours, mécanismes de compréhension et d’interprétation des textes et autres thèmes reliés.
Elle est un lieu d'échange et de confrontation des données, des analyses et des théories pour la communauté des linguistes, psycholinguistes et informaticiens travaillant plus généralement à la description, la compréhension, la formalisation et le traitement informatique de l’organisation des textes. Une des spécificités de la revue est de mettre en ligne, à disposition de la communauté, des ressources linguistiques élaborées en amont des travaux publiés, tels que des corpus annotés, tableaux de codage et outils d’analyse.
 Discours est une revue disponible en accès libre sur le portail OpenEdition Journals à partir de 2007.